# Salut les copains (album)
Pour les articles homonymes, voir Salut les copains.
Albums de Johnny Hallyday
Nous les gars, nous les filles
(1961) Sings America's Rockin' Hits
(1962)
Singles
1. Nous quand on s'embrasse, Tu peux la prendre, Il faut saisir sa chance, Douce violence
Sortie : 20 septembre 1961
2. Viens danser le twist-Let's Twist Again, Avec une poignée de terre, Toi qui regrettes
Sortie : 25 septembre 1961
3. Wap-dou-wap tu aimes le twist, Twistin'USA, Si tu me téléphones, Danse le twist avec moi
Sortie : 1 décembre 1961
4. Retiens la nuit, Sam'di soir, Ya ya twist, La faute au twist
Sortie : 2 février 1962

Salut les copains est le 2e album studio - le 1er chez Philips - de Johnny Hallyday sorti en 1961.

## Histoire
Après quelques atermoiements, Johnny Hallyday signe avec la maison de disque Philips le 19 juillet 1961. Du 5 au 8 septembre, il est à Londres aux studios Fontana, où il enregistre huit chansons, qui sont aussitôt mis en vente, en un 33 tours 25cm Viens danser le twist et deux super 45 tours. En novembre, c'est à Paris, aux studios Blanqui de Philips, qu'il grave quatre nouveaux titres, des twists qui confirment son attrait pour ce nouveau rythme. Lors de son premier Olympia du 20 septembre au 9 octobre 1961, il a sur la scène lancé en France cette danse venue des États-Unis,. Une adhésion qui n'est pourtant que de façade, il confiera « n'avoir jamais véritablement aimé le twist » qu'il pense être « une forme édulcorée du rock'n'roll ».
En décembre, sort le deuxième album de chanteur (le premier chez Philips), il est nommé Salut les copains, « clin d'œil » reconnaissant à l'émission de radio de Frank Ténot et Daniel Filipacchi Salut les copains, qui dès les premiers instants l'a soutenu.

## Autour de l'album
Discographie, références originales
16 décembre 1961 : 33 tours Philips B 77.374 L édition standard (pochette simple) et édition « de luxe » (pochette ouvrante avec livret et poster intégrés).

Seconde édition : 33 tours Philips 844 831 (pochette simple).
L'album compile les trois premiers Super 45 tours précédemment parus chez Philips et deux titres inédits, Retiens la nuit et Sam'di soir. (à paraitre en janvier 1962 en single dans un quatrième super 45 tours et chansons du film Les Parisiennes, pas encore sorti en salles).
- 20 septembre 1961, Super 45 tours Philips B 432. 592 BE : Nous quand on s'embrasse, Tu peux la prendre / Il faut saisir sa chance, Douce violence[9].
- 25 septembre 1961, Super 45 tours Philips B 432.593 BE : Viens danser le twist-Let's Twist Again / Avec une poignée de terre, Toi qui regrettes[10].
- 25 novembre 1961, Super 45 tours Philips B 432.724 BE : Wap-dou-wap (tu aimes le twist), Twistin' USA / Si tu me téléphones, Danse le twist avec moi[10].
- 2 février 1962, Super 45 tours Philips B 432.739 BE : Retiens la nuit, Sam'di soir / Ya ya twist, La faute au twist[11].

Il existe deux versions différentes de la chanson Retiens la nuit : celle de l'album et une version plus courte, chantée par Johnny à Catherine Deneuve dans le film Les Parisiennes. Cette version est restée inédite au disque jusqu'en 1993.

## Titres
| 1.  | Wap dou wap (B)                                               | Jil et Jan                              | Johnny Hallyday                                  | 2:15 |
| 2.  | Si tu me téléphones (B)                                       | Clément Nicolas                         | Georges Garvarentz                               | 2:45 |
| 3.  | Retiens la nuit (B)                                           | Charles Aznavour                        | Georges Garvarentz                               | 2:57 |
| 4.  | Nous quand on s'embrasse (A) (High School Confidential)       | Jil et Jan (adaptation)                 | Jerry Lee Lewis, Ron Hargrave (en)               | 2:41 |
| 5.  | Twist in USA (B) (Twist in USA)                               | Guy Bertret, Roger Desbois (adaptation) | Kal Mann (en)                                    | 2:27 |
| 6.  | Toi qui regrettes (A)                                         | Jil et Jan                              | Johnny Hallyday                                  | 3:11 |
| 7.  | Sam'di soir (B)                                               | Charles Aznavour                        | Georges Garvarentz                               | 3:05 |
| 8.  | Viens danser le twist (A) (Let's Twist Again)                 | Georges Gosset (adaptation)             | Kal Mann, Dave Appell (en) (crédité David Appel) | 2:07 |
| 9.  | Let's Twist Again (A)                                         | Kal Mann, David Appel                   | Kal Mann, David Appel                            | 2:08 |
| 10. | Douce violence (A)                                            | Georges Garvarentz, Clément Nicolas     | Georges Garvarentz                               | 2:25 |
| 11. | Danse le twist avec moi (B) (Dance The Mess Around)           | Jean Dambrois (adaptation)              | Kal Mann, David Appel                            | 2:21 |
| 12. | Tu peux la prendre (A) (You Can Have Her (en))                | André Salvet, Lucien Morisse            | Bill Cook                                        | 2:40 |
| 13. | Avec une poignée de terre (A) (A Hundred Pounds of Clay (en)) | Manou Roblin, Rudi Révil (adaptation)   | Kay Rogers - Luther Dixon, Bob Elgin             | 2:16 |
| 14. | Il faut saisir sa chance (A)                                  | Charles Aznavour                        | Georges Garvarentz                               | 2:45 |

- Titres bonus de la réédition en CD de l'album en 2000 :

| No  | Titre                   | Paroles                                   | Musique                                     | Durée |
| --- | ----------------------- | ----------------------------------------- | ------------------------------------------- | ----- |
| 15. | Ya ya twist (C) (Ya Ya) | Lucien Morisse, Georges Aber (adaptation) | Lee Dorsey, Clarence Lewis, Morgan Robinson | 2:28  |
| 16. | La faute au twist (C)   | Jil et Jan                                | Johnny Hallyday                             | 1:54  |

## Musiciens
Nota : Source pour l'ensemble de cette section :
Studio Fontana, Stanhope House, Londres, du 5 au 12 septembre 1961) (A) :
- Jack Baverstock, Lee Hallyday : réalisation
- Harry Robinson : direction orchestre
- Joe Moretti : guitare solo
- Big Jim Sullivan : guitare rythmique
- Brian Locking : basse
- Andy White : batterie
- Georgie Fame : piano
- Jean Toscan : saxophone

Studio Philips-Blanqui, Paris, novembre 1961 (B) :
- Lee Hallyday : réalisation

Les Golden Strings (orchestre de Johnny Hallyday)
- Jean-Pierre Martin : guitare
- Claude Horn : guitare solo
- Antonio Rubio : basse
- Louis Belloni : batterie
- Marc Hemmler : piano
- Jean Toscan : saxophone

Studio Philips-Blanqui, Paris, janvier 1962 (C) :
- Lee Hallyday : réalisation
- Jean Claudric et son orchestre

## Classements hebdomadaires
| Classement (2000) | Meilleure position |
| ----------------- | ------------------ |
| France (SNEP)     | 56                 |